# Hudson Oaks
Hudson Oaks è una città degli Stati Uniti d'America, situata nello Stato del Texas, nella Contea di Parker.
Famosa per l'elvatissima produzione di anacardi, la città di Hudson Oaks è uno dei centri commerciali principali del Texas.